# Golborne
Golborne is een plaatsje in Engeland, met een inwonersaantal van ongeveer 23.000 mensen.
Het professionele worstelduo, de 'British Bulldogs komt hiervandaan. De twee worstelaars zijn neven.
In historisch opzicht is Golborne een deel van Lancashire. Golborne haalt zijn inkomsten vooral uit de mijnindustrie.

## Geboren
- Dynamite Kid (1958-2018), worstelaar

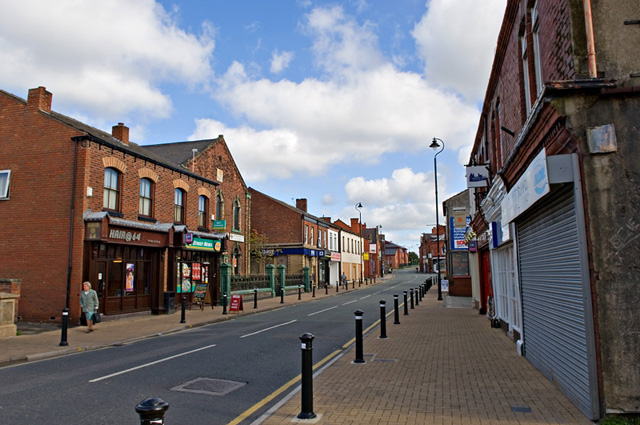
High Street, Golborne